# Balneario de El Manzano

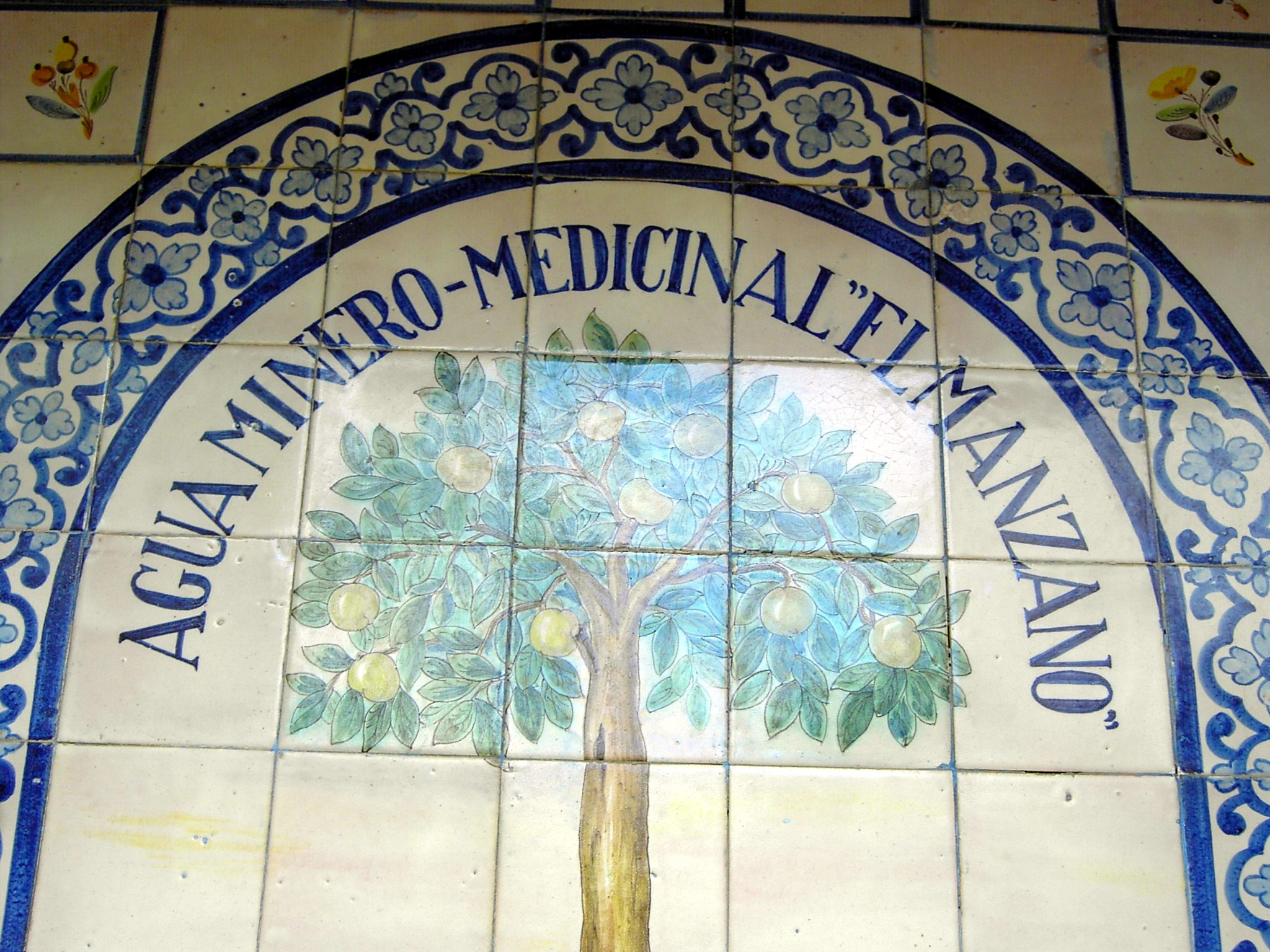
Azulejos en una de las antiguas fuentes del balneario.

El antiguo balneario de El Manzano, situado en Almonaster la Real (Huelva), es famoso por sus baños de agua minero-medicinal que aprovechaban las cualidades benéficas de las aguas de la Sierra de Huelva. Actualmente los baños están abandonados, aunque las casas siguen siendo utilizadas para turismo rural. El recinto fue construido a principios del siglo XX, entre los años 1910 y 1915.

## Situación
El balneario se encuentra en la carretera comarcal HU-7100 entre Almonaster y la aldea almonastereña de Gil Márquez, encontrándose a 6 kilómetros del núcleo urbano y a 2,5 de la pedanía. Junto al balneario pasa el arroyo de Acebuche, que se une a algunos metros de El Manzano con la ribera del Moro. Muy cerca del balneario se encuentra el puente de las Tres Fuentes (línea Zafra-Huelva), obra de ingeniería de principios del siglo XX construida por discípulos del ingeniero francés Gustave Eiffel.